# Alphonse Gemuseus
Alphonse Gemuseus (ur. 8 maja 1898 w Bazylei, zm. 28 stycznia 1981 tamże), szwajcarski jeździec sportowy. Dwukrotny medalista olimpijski.
Największe sukcesy odnosił w skokach przez przeszkody. Igrzyska w 1924 były jego debiutancką olimpiadą. Triumfował w konkursie indywidualnym, w konkursie drużynowym Szwajcarzy zajęli drugie miejsce. Startował na koniu Lucette. W 1928 w obu konkursach Gemuseus zajął ósme miejsce.